# هیوریستیک‌(روانشناسی)
هیوریستیک (انگلیسی:Heuristic) اصطلاحی است که از یونان باستان وام گرفته شده و در اصل به معنی «من یافتم» است. در عمل این اصطلاح به روندی اطلاق می‌شود که شخص به منظور صرفه جویی در وقت، دانستنی‌های شخصی خود را ملاک قضاوت قرار داده و به سرعت نتیجه‌گیری می‌کند. به سخن دیگر هیوریستیک اشاره به میانبرهای ذهنی در راهبردهای قضاوت و اتخاذ تصمیم دارد. روشی که نه تنها در انسان و تشکیلات انسانی بلکه حتی در جانوران و ماشینها نیز کاربرد دارد. حل مسائل پیچیده با اتکاء و وفاداری به اصول منطق چالش‌برانگیز است. از اینرو تمرکز بر جنبه‌های شخصی مسئله در وضعیت اتفاقی موجود و نادیده گرفتن جنبه‌های عام و قانونمند مسئله، روشی مقرون به صرفه و عملی است. اما حاصل چنین تصمیماتی تنها مناسب شرایط اضطراری و تنگی وقت است و قادر به ارائه بهترین تصمیمات ممکن نیست.
اصطلاح هیوریستیک به مفهوم حاضر در دهه ۱۹۵۰م، توسط هربرت الکساندر سایمون معرفی شد و سپس در دهه ۱۹۷۰م، طی مطالعات عاموس تورسکی و دنیل کانمن، برنده جایزه نوبل در رشته اقتصاد در زمینه سوگیری شناختی گسترش یافت.